# Ralf Itzel
Ralf Itzel (* 1969 in München) ist ein deutscher Fußballkommentator und Sportjournalist.

## Leben
Von 1996 bis 2014 arbeitete Itzel beim privaten Fernsehsender Eurosport als Kommentator von Fußballübertragungen, darunter der WM 1998, der EM 2000, diverser Afrikameisterschaften, Welt- und Europameisterschaften der Frauen, des Algarve-Cup, der AFC Champions League (bei Eurosport 2) und zahlreicher Welt- und Europameisterschaften der männlichen und weiblichen Nachwuchsteams sowie der Futsal-Weltmeisterschaft. Darüber hinaus sprach er regelmäßig Off-Kommentare für die Fußballmagazine Eurogoals und Champions Club. Von Juni 2014 bis Januar 2015 war er beim brasilianischen Fernsehnetzwerk TV Globo beschäftigt.
Er ist außerdem seit 1990 als freier Sportjournalist tätig und schrieb als solcher für Tageszeitungen wie die Berliner Zeitung, Financial Times Deutschland, Frankfurter Rundschau, Hamburger Abendblatt, Kölner Stadt-Anzeiger, Stuttgarter Zeitung, Süddeutsche Zeitung, taz sowie den schweizerischen Tages-Anzeiger, Magazine wie den stern und Onlineportale wie derwesten.de, vorwiegend über den spanischen Fußball. Zudem wirkte er neben Axel Höpner und Markus Hederer als Autor der beim Falken-Verlag erschienenen Sport-Jahrbücher Falken Sportjahr 95 und Falken Sportjahr 96.
Itzel lebte ab 1996 in Madrid und seit 2014 in Brasilien. Er spricht Englisch, Französisch, Spanisch und Portugiesisch fließend sowie Italienisch.